# Лея Органа
Ле́я Органа-Соло (англ. Leia Organa Solo) — персонаж вселенной «Звёздных войн», один из главных персонажей IV—IX эпизодов, а также сопутствующих книг и комиксов. Создателем персонажа является Джордж Лукас. В её честь назван кратер Органа на Хароне.

## Биография персонажа
Лея Органа-Соло (родилась как Лея Амидала Скайуокер) была дочерью рыцаря-джедая Энакина Скайуокера и сенатора Падме Амидалы Наберри, а также сестрой-двойняшкой Люка Скайуокера. После рождения её удочерили Бэйл Органа и королева Бреха, сделав её принцессой Алдераана. Получившая прекрасное образование сенатора, Органа была известна как непоколебимый лидер во время Галактической Гражданской войны и других последующих галактических конфликтов, став одним из величайших героев Галактики.
Самый молодой сенатор в Галактическом Сенате, она тайно поддерживала повстанцев и решила передать Альянсу планы «Звезды Смерти». Она никогда не изменяла своим идеалам свободы и равенства для всех жителей галактики и стала одной из важнейших фигур Альянса повстанцев во время Галактической Гражданской войны.
Позднее она вышла замуж за Хана Соло и стала матерью сына Бена. По мере того как их сын взрослел, Лея и Хан увидели в нём слабость к Тёмной Стороне Силы и отдали его на обучение Люку, однако даже брат Леи не смог уберечь Бена от Сноука — Верховного Лидера Первого Ордена, порождённого Тёмной Стороной. Сын Леи и Хана поменял своё имя на Кайло Рен и пошёл по пути Дарта Вейдера.
Годы спустя Лея была избрана главой сил Сопротивления. Несмотря на то что она выросла в привилегированном окружении мирной планеты, главной идеей которой была демилитаризация, а оружие исключалось из её культуры, в эти трудные годы блестящий дипломат получила военные навыки самозащиты, как с помощью бластера, так и в рукопашной. Она использовала эти знания во многих войнах и других конфликтах, которые сотрясали Галактику. Также Лея принимала участие в формировании Новой Республики.
Через тридцать лет после поражения Галактической Империи родной сын Леи убивает своего отца — у Хана Соло не получилось убедить Бена отречься от Тёмной Стороны Силы. О трагической гибели Хана Лея узнаёт от Рей.
Спустя несколько дней кораблям Сопротивления под руководством генерала Леи Органа приходится спешно эвакуироваться с основной базы, когда к планете приближается флотилия «Звёздных разрушителей» и дредноут Первого ордена. Прикрывая транспортные корабли, коммандер По Дэмерон в одиночку вступает в бой с противником. После успешного выхода флотилии Сопротивления в гиперпространство По, несмотря на приказ Леи об отступлении, бросает все оставшиеся бомбардировщики на уничтожение дредноута. Из-за невыполнения приказа, которое стоило Сопротивлению практически всех боеспособных кораблей, Лея понижает По в звании.
В ходе атаки отряд во главе с Кайло Реном нападает на флагманский корабль Сопротивления, в котором находится Лея. Мать и сын чувствуют присутствие друг друга. Кайло Рен не решается убить свою мать и жестом отказывается стрелять по ней, однако сопровождающие его истребители открывают огонь на поражение. В результате этой атаки командный мостик корабля уничтожен: офицеры Сопротивления, среди которых адмирал Акбар, погибают, а Лею выбрасывает в открытый космос. Лея, используя Силу, возвращается на корабль, однако эта попытка забирает у неё остаток сил, и она впадает в кому.

## Личность и черты характера
В юности Лея обладала вспыльчивым и упрямым характером, хотя и не в такой степени, как её отец и брат. Многие считали девочку сорванцом и чаще принимали за служанку, чем за принцессу. Сама же Лея поначалу не испытывала восторга по поводу уготованной ей роли, но чем больше она разбиралась в себе, тем меньше отвращения испытывала к своему титулу. Лея была сильной личностью с блестящим умом. В отличие от Люка и Энакина Скайуокеров, она никогда не искала приключений и не бросалась в них сломя голову. Подобно матери, Лея избегала коррупции в политике и сосредоточилась на помощи другим. В те редкие минуты, когда ей удавалось расслабиться, принцесса демонстрировала отличное чувство юмора.
Несмотря на детство, проведенное на мирном Алдераане, Органа никогда не была мягкой. В течение Галактической Гражданской войны она доказала, что может быть лидером, за которым готовы следовать все. Её жёсткость и непреодолимое желание вернуть галактике свободу помогло Альянсу повстанцев пройти через самые тяжёлые битвы. Лея всегда ставила долг превыше личных потребностей, и это сделало её идеальным лидером для Новой Республики.

## Способности и навыки
Хотя Лея пошла по стопам матери, став известным политиком, у неё были и другие таланты. Во время первого сенаторского срока её обучал самообороне и боевому искусству Джайлз Дюрейн, оружейник и друг Бэйла Органы. Лея отлично стреляла как из бластера, так и из пистолета, редко промахиваясь (возможно, это было неосознанное использование Силы). Также Лея проявила себя в качестве пилота звёздного истребителя. Она пилотировала «Y-wing» во время выполнения множества миссий для Альянса. Принцесса была умелым тактиком и принимала участие в планировании нескольких важных операций в различных галактических конфликтах своего времени. Имела актёрский талант, который не раз демонстрировался. Была чувствительна к Силе; в восьмом эпизоде Лея продемонстрировала навык Силы, когда спаслась в открытом космосе.

## Расширенная вселенная
В расширенной вселенной (которая после выхода «Пробуждения силы» перестала считаться каноном) у Леи и Хана трое детей: Джейсен, Джейна и Энакин. Во время кризиса Чёрного флота многие хотели её отставки с поста главы государства. После смерти младшего сына, Энакина, Лея стала более спокойной и утратила некоторые черты, свойственные ей в молодости. Лея была сострадательным и верным другом, всегда готовым оказать посильную помощь. Это качество тесно связывало её с сыном Джейсеном, разделявшим точку зрения матери. К несчастью, эта связь разорвалась после перехода сына на Тёмную Сторону. Во время нападения Джейсена на Кашиик Лея заключила, что старший сын оказался её величайшим разочарованием, поскольку их взгляды стали прямо противоположными после того, как он принял имя Дарта Кейдуса.

## За кулисами

### Воплощение
В оригинальной трилогии, в седьмой, восьмой частях саги и в «The Star Wars Holiday Special» Лею сыграла актриса Кэрри Фишер. Все дальнейшие изображения персонажа основывались на внешности Фишер. В «Мести ситхов» Лею-младенца изобразила Эйден Бартон. В «Изгой-один» Лея была воссоздана при помощи компьютерной графики. «Голосом» принцессы в радиоспектакле была Энн Сакс; в «Star Wars: Galactic Battlegrounds», «Star Wars: Masters of Teräs Käsi», и «Star Wars: Shadows of the Empire» — Лиза Фьюзон; в аудиоадаптациях «Агент повстанцев» и «Рыцарь-джедай» из саги «Тёмные силы» — Сюзанна Игли. В «Star Wars: The Force Unleashed» её озвучила Кэтрин Тэйбер. Кэрри Фишер появилась в образе Леи в эпизоде «Saturday Night Live» от 18 ноября 1978, в котором также сыграла себя.

### Разработка персонажа
В предварительных набросках «Новой надежды» Лея была 14-летней принцессой (как и королева Амидала в «Скрытой угрозе»), дочерью короля Кайоса и королевы Брехи Аквилийских. У неё было двое братьев, Биггс и Винди, чьи характеры были приведены в текущее состояние в четвёртом черновике (но в промежуточных версиях они не появлялись). Более поздний синопсис называл её Леей Антиллес, дочерью Бэйла Антиллеса с мирной планеты Органа Большая. В четвёртом черновике имена изменили и в результате появилась Лея Органа с Алдераана. Интересный факт: когда Джордж Лукас писал справочный материал для лицензиатов в 1977, то указал, что у Леи было несколько братьев, и что она не знала, удалось ли её родителям пережить уничтожение родного мира. Однако на тот момент никто из дома Органа не был связан с повстанцами.

## Костюмы
Во время съёмок дизайнер по костюмам установил правило: «Никакого нижнего белья в космосе», поэтому Фишер не носила бюстгальтер. Для соблюдения приличий вместо запрещённого предмета одежды использовалась липкая лента. Тем не менее, сцены с полуобнажённой Леей в золотом бикини по итогам голосования журнала «Empire» были признаны одними из самых запоминающихся в истории кино.

## Критика и отзывы
Журнал «Мир Фантастики» поставил Люка и Лею на 2 место в списке «10 самых-самых фантастических близнецов».
Журнал «Empire» в своём списке 100 великих персонажей кинематографа (англ. «The 100 Greatest Movie Characters») поставил Лею на 89-е место, отметив её феминизм, уверенность в себе и смелость.
Веб-сайт UGO Networks включил Лею Органу в список лучших вымышленных героев всех времён.

## В кино
- Звёздные войны. Эпизод III: Месть ситхов (2005) — в конце этого эпизода она была показана как младенец;
- Изгой-один. Звёздные войны: Истории (2016) — образ создан с помощью компьютерной графики;
- Звёздные войны. Эпизод IV: Новая надежда (1977);
- Звёздные войны. Эпизод V: Империя наносит ответный удар (1980);
- Звёздные войны. Эпизод VI: Возвращение джедая (1983);
- Звёздные войны: Пробуждение силы (2015);
- Звёздные войны: Последние джедаи (2017)[11];
- Звёздные войны. Эпизод IX (2019) — появилась с помощью удалённых сцен из 7 и 8 эпизодов, а также во флешбэке в исполнении Билли Лурд[1].
- Оби-Ван Кеноби (2022)